# Тандеруп, Дорте
Анне Дорте Тандеруп (дат. Anne Dorthe Tanderup) родилась 24 апреля 1972 в Орхусе, Дания) — датская гандболистка, выступавшая за клубы Brabrand, Hypobank и Viborg HK. Олимпийская чемпионка (1996), чемпионка мира (1997), чемпионка Европы (1994 и 1996) в составе сборной Дании.

## Карьера
Анне Дорте Тандеруп дебютировала в составе женской сборной Дании в феврале 1991 года. Всего она сыграла 88 игр за сборную. На протяжении шести лет карьеры она забила 179 голов за датскую сборную, в которой несколько лет была капитаном.
В составе сборной Дании Тандеруп завоевала серебряную медаль на Чемпионате мира 1993 года, золотую медаль на Чемпионате Европы 1994 года, стала олимпийской чемпионкой Летних Олимпийских игр 1996 года в Атланте, победила на Чемпионате Европы в 1996 году и на Чемпионате мира в 1997 году.

## Личная жизнь
Во время Олимпийских игр 1996 года Анне Дорте познакомилась с Бьярне Риисом, датским велогонщиком, который месяцем ранее одержал победу в самой престижной велогонке - Тур де Франс. В течение года пара скрывала свои отношения, так как Бьярне Риис был женат. После развода с первой женой Бьярне и Анне Дорте стали жить вместе. У них родились четверо сыновей: Кристиан, Матиас, Андреас и Ларс. В 2009 году пара зарегистрировала свои отношения. В настоящее время семья проживает в Лугано, Швейцария. Анне Дорте увлекается диетологией и выпустила несколько книг на эту тематику.